# Linje A
| Unknown BSicon "tSTRa" |

| Unknown BSicon "tBHF" |

| Unknown BSicon "tBHF" |

| Unknown BSicon "tBHF" |

| Unknown BSicon "tBHF" |

| Unknown BSicon "tBHF" |

| Unknown BSicon "tBHF" |

| Unknown BSicon "tBHF" |

| Unknown BSicon "tSTRe" |

| Unknown BSicon "tSTRa" |

| Unknown BSicon "tBHF" |

| Unknown BSicon "tSTRe" |

| Unknown BSicon "tSTRa" |

| Unknown BSicon "tBHF" |

| Unknown BSicon "tBHF" |

| Unknown BSicon "tBHF" |

| Unknown BSicon "tBHF" |

| Unknown BSicon "tBHF" |

| Unknown BSicon "tBHF" |

| Unknown BSicon "tBHF" |

| Unknown BSicon "tSTRe" |

| Unknown BSicon "tSTRa" |

| Unknown BSicon "tBHF" |

| Unknown BSicon "tSTRe" |

Paris RER-linje A är en av fem pendeltågslinjer som ingår i RER-systemet i Paris, Frankrike.
Linjen går från de västra slutstationerna i Saint-Germain-en-Laye, Cergy Le Haut och Poissy till de östra slutstationerna i Boissy-Saint-Léger och Marne-la-Vallée – Chessy (Disneyland Paris). Linje A invigdes  1977 och är sammanlagt 108,5 km lång och har 46 stationer. Det är den mest trafikerade av alla Paris linjer med ca 1,2 miljoner passagerare per dag.
I centrala Paris går linjen helt under jord i en tunnel som är ca 2 mil lång, sammanlagt 26 km av linjen går under jord.

## Galleri

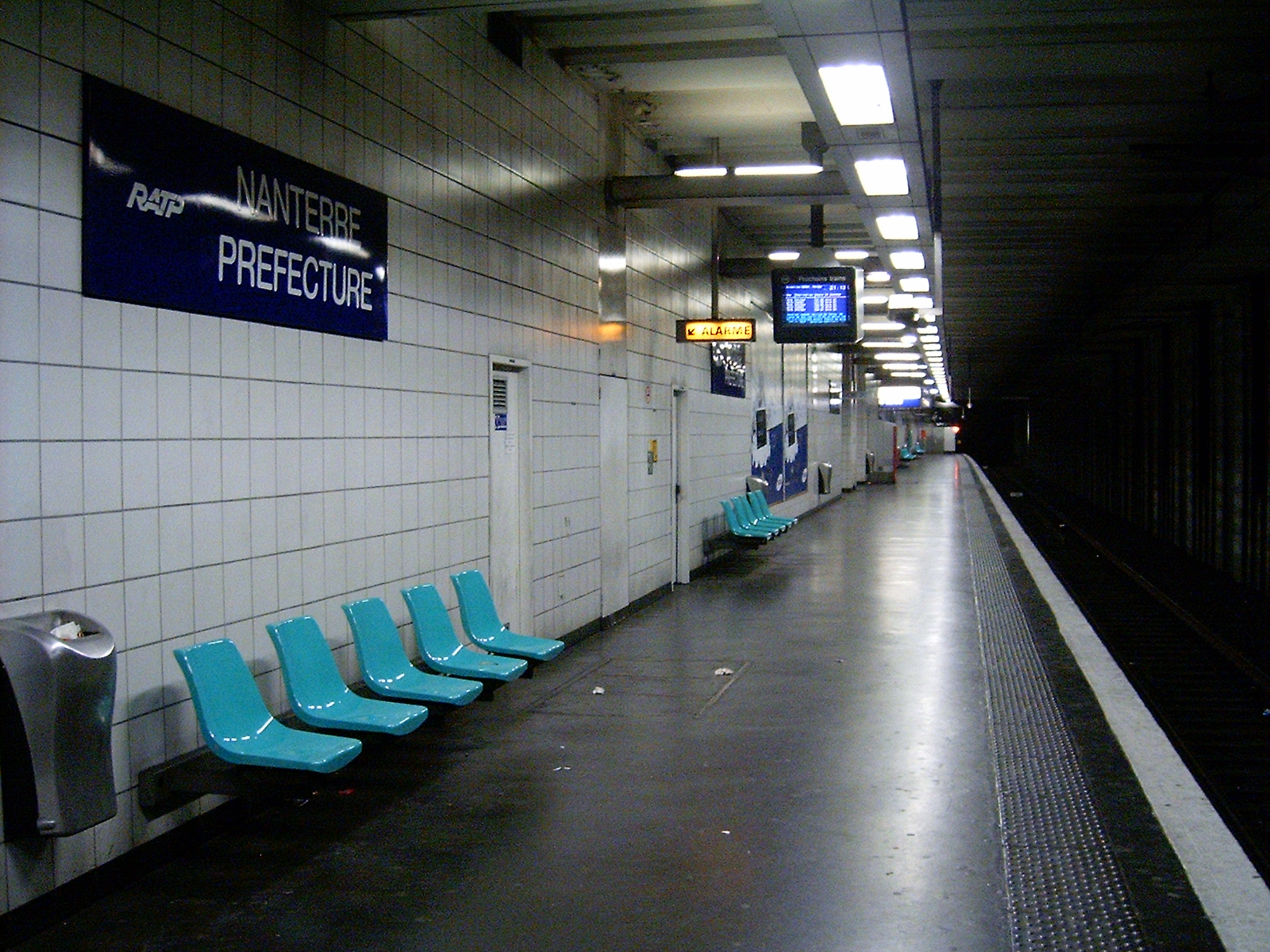
Nanterre-Préfecture
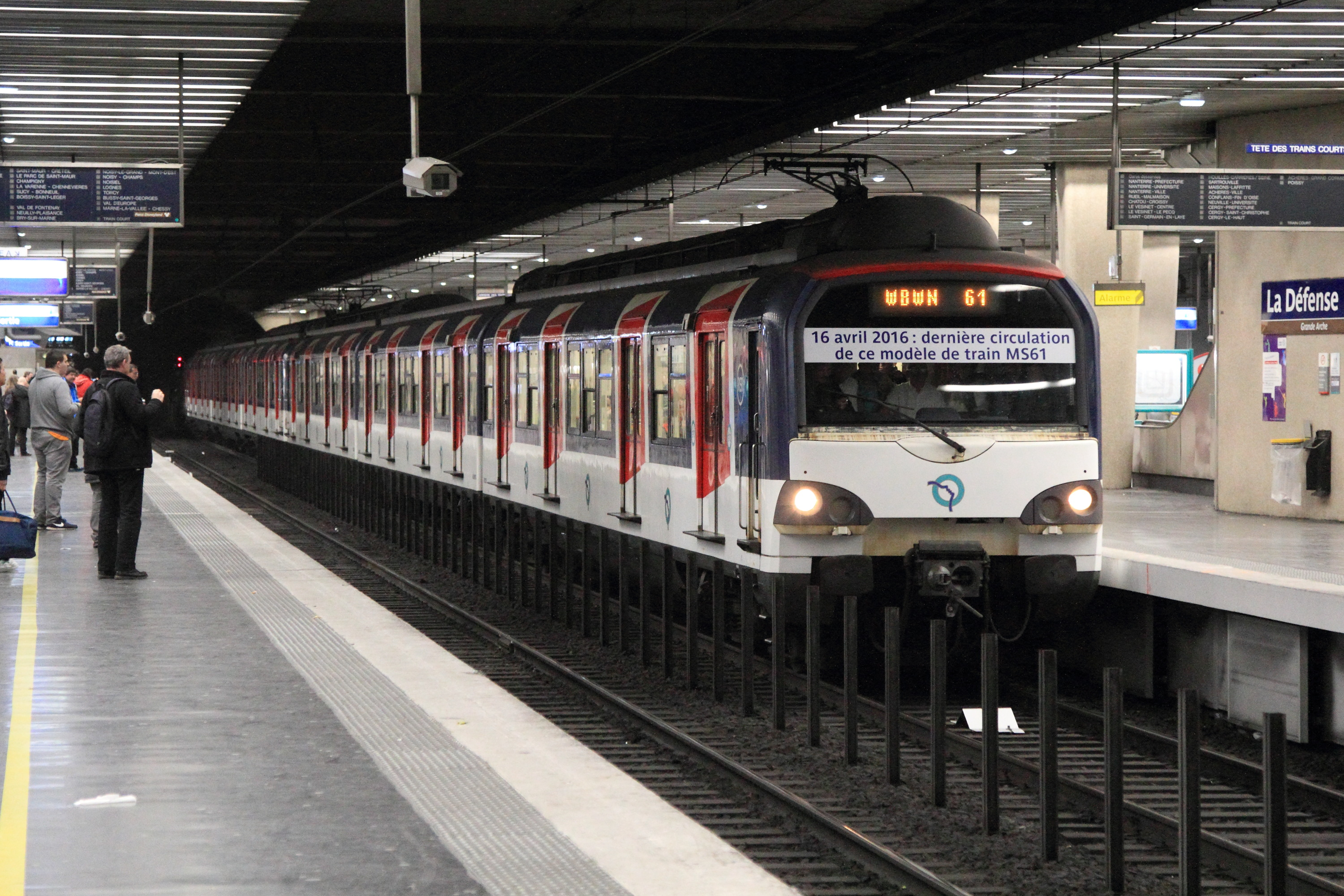
La Défense
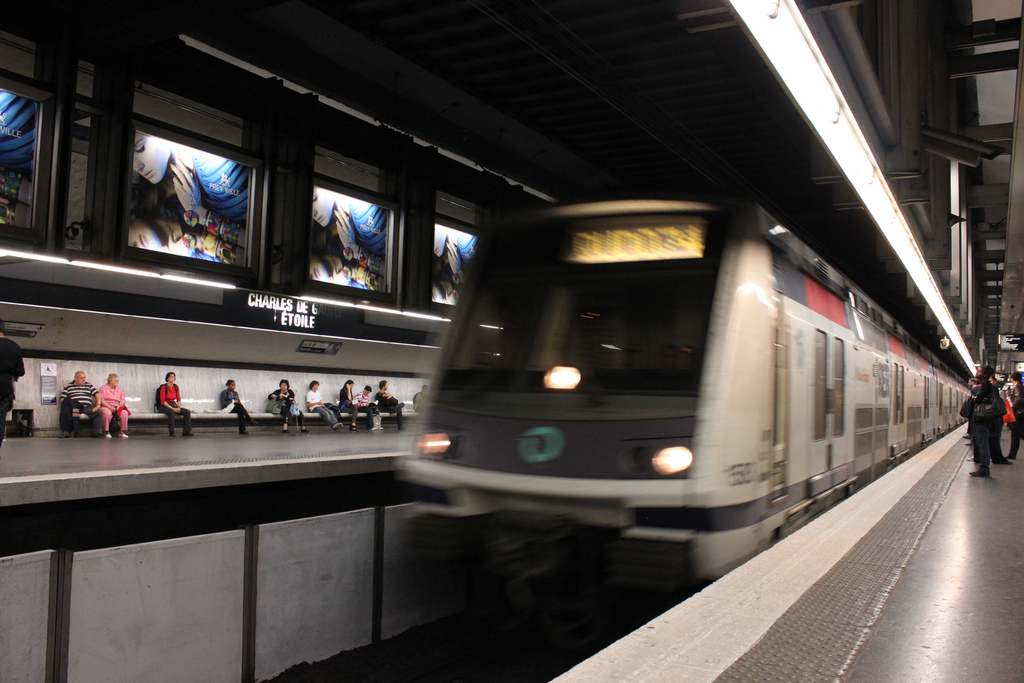
Charles-de-Gaulle - Étoile
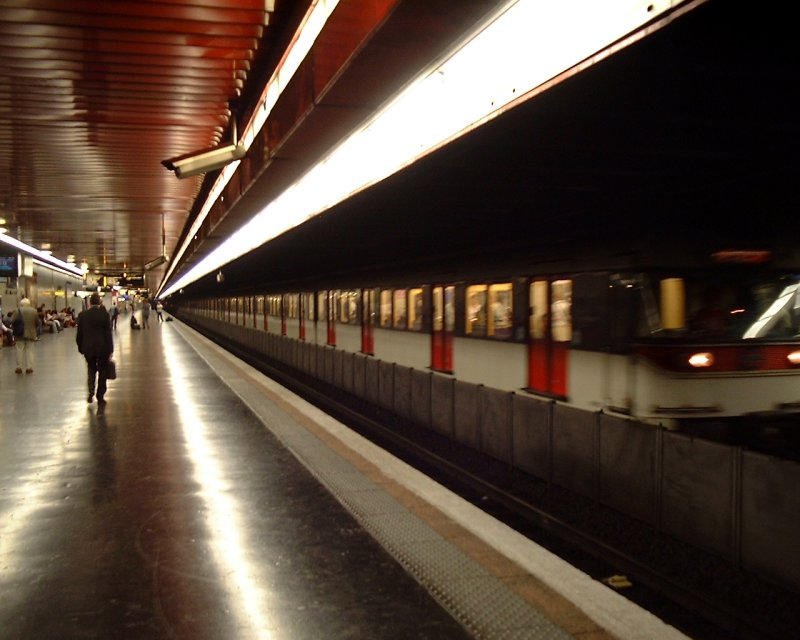
Auber
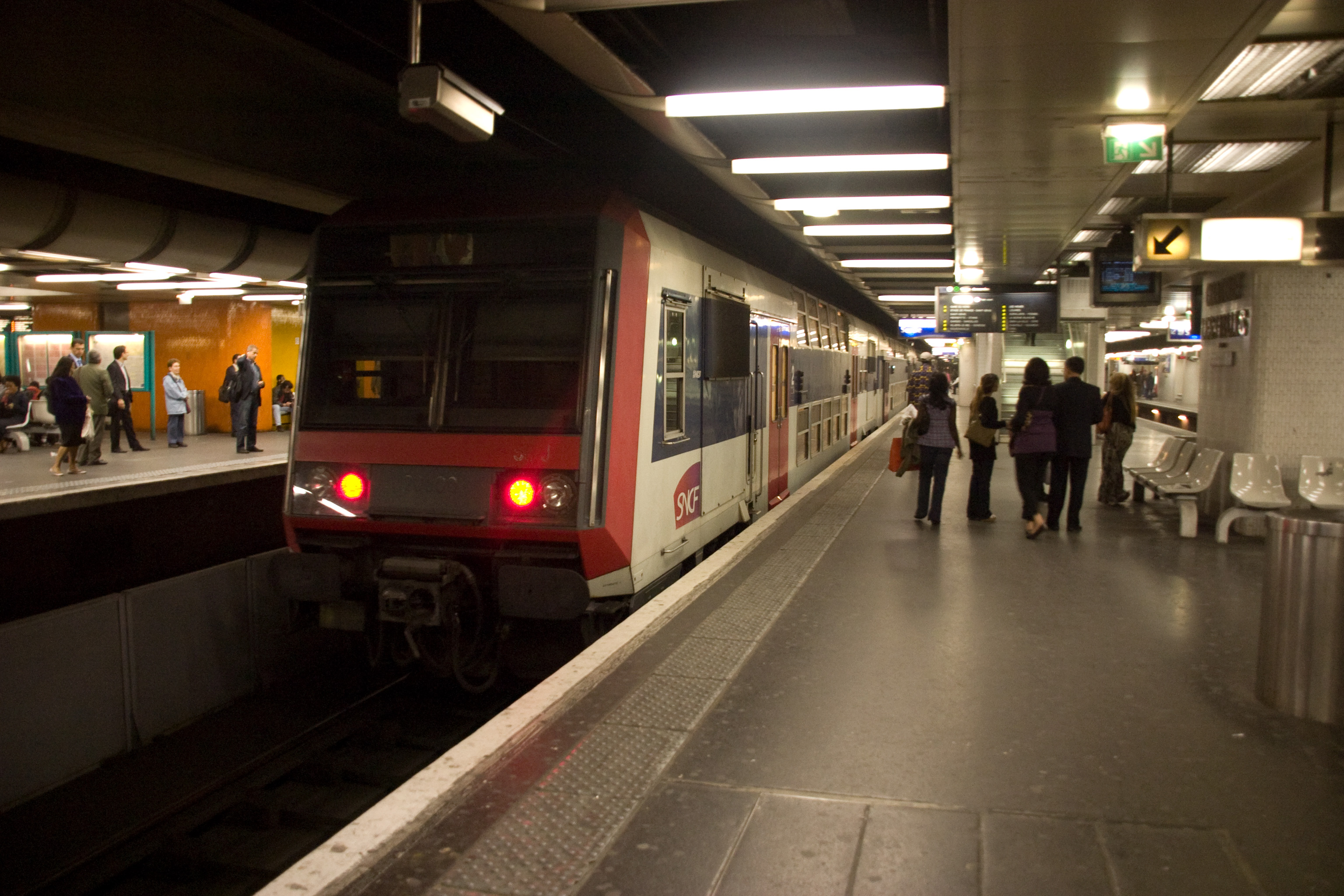
Châtelet - Les Halles
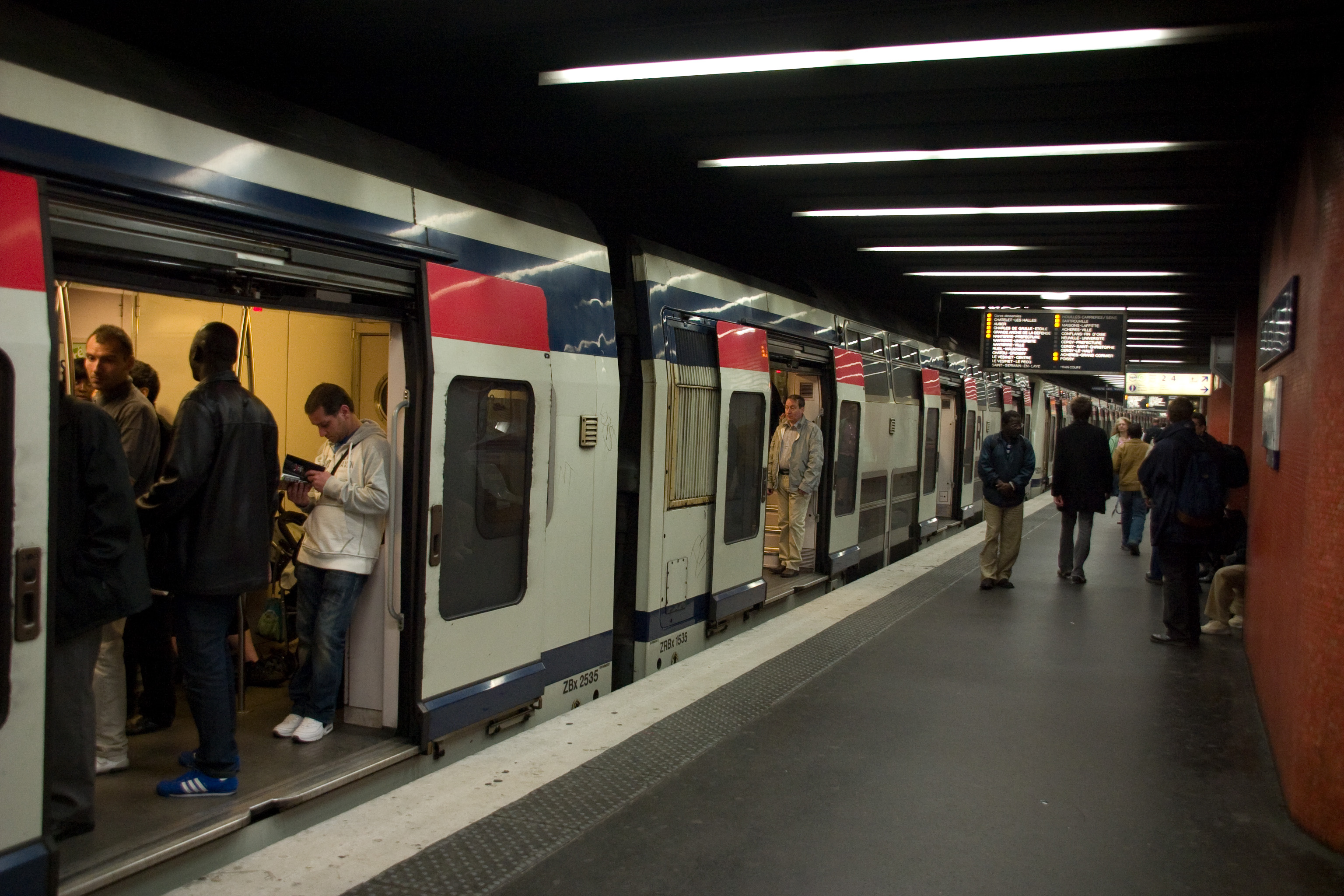
Gare de Lyon
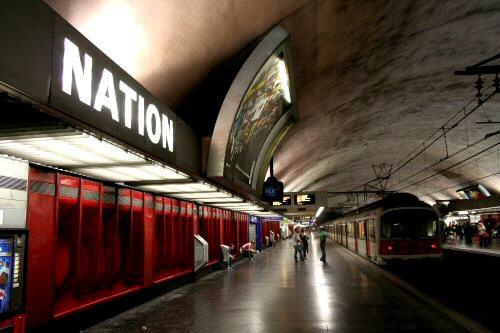
Nation
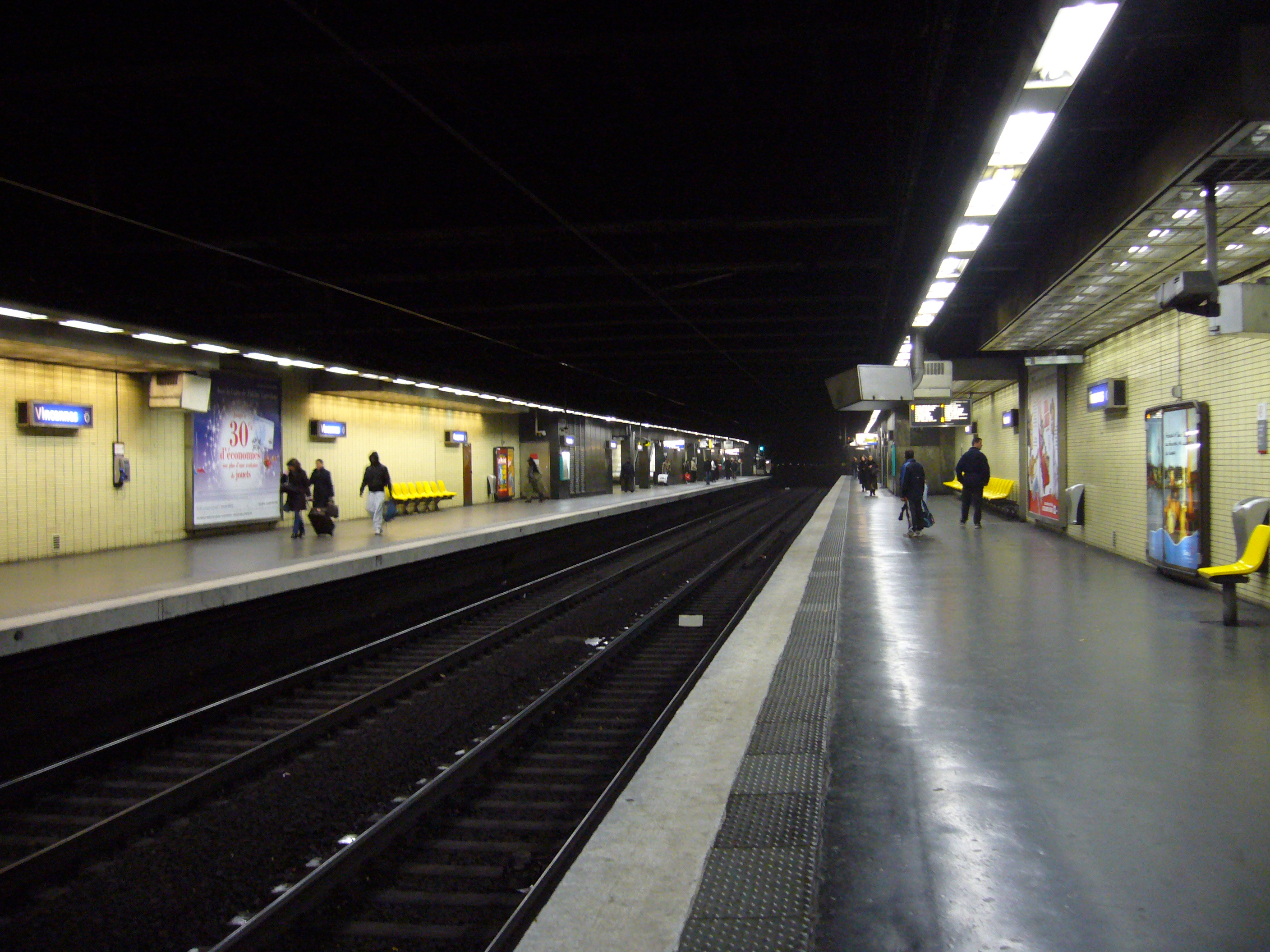
Vincennes
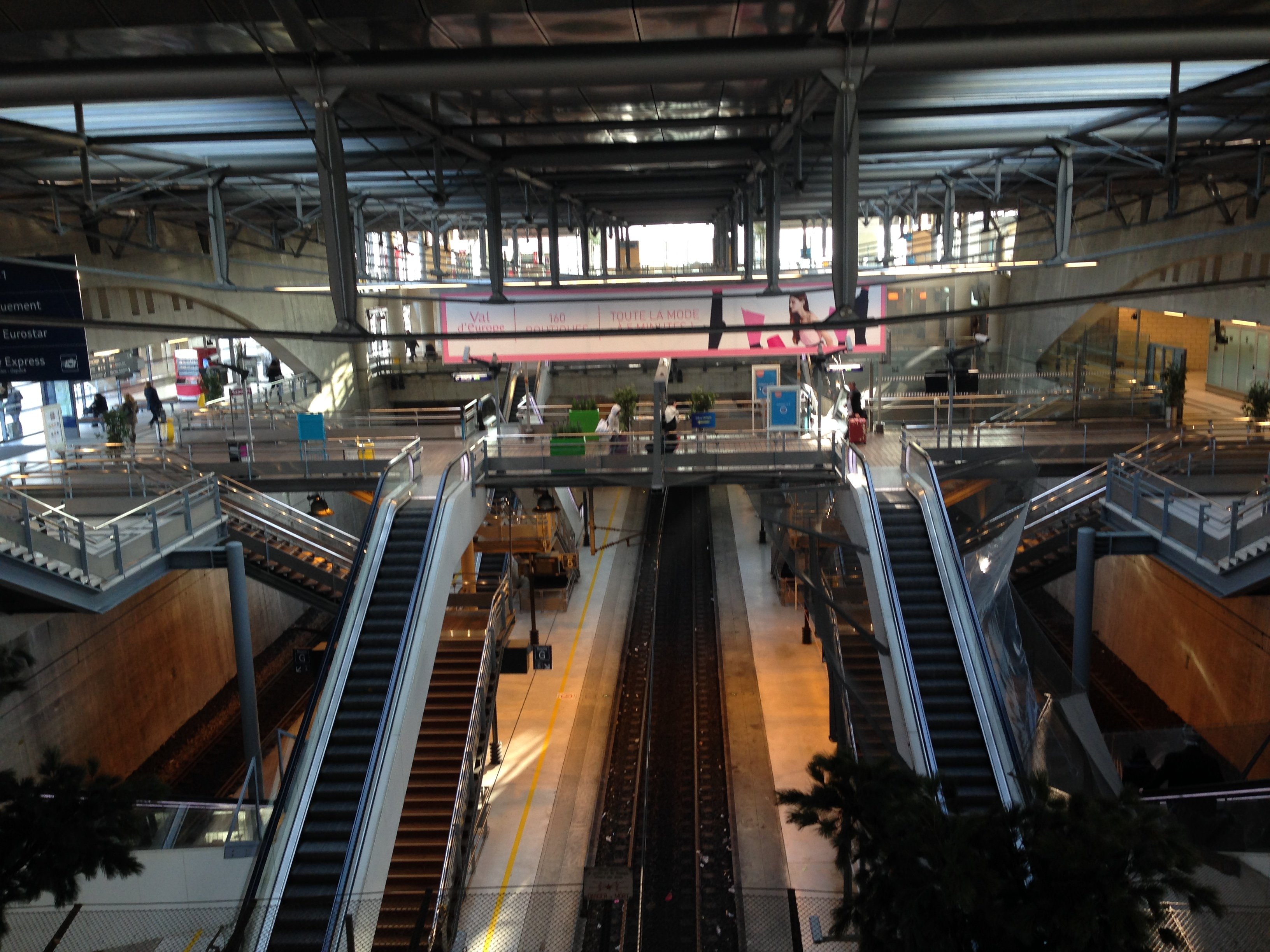
Marne-la-Vallée - Chessy